# Euceraia insignis
Euceraia insignis är en insektsart som beskrevs av Morgan Hebard 1927. Euceraia insignis ingår i släktet Euceraia och familjen vårtbitare. Inga underarter finns listade i Catalogue of Life.